# Авторефрижератор
Авторефрижера́торы —  грузовые автомобили, прицепы и полуприцепы с теплоизолированными (изотермическими) фургонами, снабжённые холодильными установками, поддерживающими в грузовом отсеке заданный температурный режим.

## Конструкция
Изотермические рефрижераторные фургоны изготавливают из бескаркасных сэндвич-панелей, а каркасные фургоны утепляют пенопластом или другими теплоизоляционными материалами. Первоначально рефрижераторы для поглощения тепла использовали лёд или твердую углекислоту. Сегодня рефрижераторы используют холодильную установку, или фазоизменяемый материал в эвтектических установках.
В зависимости от размеров и вида авторефрижератора его холодильная установка может использовать:
- компрессор, непосредственно установленный на двигателе автомобиля;
- электромотор, включенный в электросеть автомобиля;
- собственный бензиновый или дизельный двигатель[2].

## История
Когда в 1938 году Джозеф Нумеро и его инженеры Фредерик МакКинли Джонс и другие разработали первую транспортную холодильную установку на которую они получили патенты в 40-х годах, была основана компания Thermo King. Она стала лидером в отрасли. Ее продукция поставлялась в т.ч. и в СССР и устанавливалась советские авторефрижераторы.
Массово трейлеры, оснащённые холодильным оборудованием, стали применяться в 1950-х годах, позволив доставлять продукты в замороженном виде непосредственно в магазины.
Для междугородных перевозок замороженных продуктов на Одесском автосборочном заводе в 1956–1958 гг. был разработан полуприцеп-рефрижератор ОдАЗ-826, представлявший собой одноосный полуприцеп-фургон с несущим изотермическим кузовом, буксируемый седельными тягачами ЗИС-120 и ЗИЛ-ММЗ-164Н.
В рамках СЭВ также предприятия комплектовались поступавшими из Чехословакии рефрижераторными автопоездами «Шкода-Алка» 
В мире на 2002 год используется около 1,2 млн авторефрижераторов. Значительная часть дальних перевозок по автодорогам выполняется с помощью полуприцепов, оснащённых собственной холодильной установкой.

## Разновидности
Существуют 3 разновидности авторефрижераторов:
- Грузовик-рефрижератор - создается установкой закрытой рефрижераторной платформы-бокса на шасси обычного грузового автомобиля.
- Прицеп-рефрижератор - прицепляется к грузовому автомобилю (допускающему эксплуатацию с прицепом) при помощи дышла через сцепное устройство. Компрессор приводится в действие при помощи электродвигателя, запитываетого от сети прицепа, реже - автономным двигателем внутреннего сгорания, установоленным на самом прицепе.
- Полуприцеп-рефрижератор - предназначен для эксплуатации в составе с автомобилями, оснащенными седельно-сцепным устройством (седельными тягачами). Такие полуприцепы часто выполняются низкорамными для увеличения внутреннего объема.

## Принцип действия рефрижератора
В холодильной системе в замкнутом контуре циркулирует под давлением хладагент, который находится в состоянии или газа или жидкости. В качестве хладагента на авторефрижераторах могут использоваться фреоны R-134a, R-22, R-404a. Процесс перехода фреона из жидкого состояния в газообразное и наоборот сопровождается поглощением или выделением тепла. Тепло поглощается внутри фургона и выделяется во внешнюю среду, при этом происходит охлаждение рабочего объёма фургона. Хладагент нагнетается в камеру холодильника с помощью компрессора, который установлен снаружи (используется принцип кондиционера).
Перевозка грузов обычно осуществляется в пакетированном виде на поддонах (европаллетах). Это необходимо для создания условий для циркуляции холодного воздуха вокруг груза.